# Alfred Höchstätter
Alfred Höchstätter (5. Juni 1902 in Wiener Neustadt – 25. Jänner 1944 in München-Stadelheim) war ein österreichischer Arbeiter und Widerstandskämpfer gegen das NS-Regime. Er wurde am 19. November 1943 vom Volksgerichtshof zum Tode verurteilt und zwei Monate später mit dem Fallbeil hingerichtet.

## Leben
Höchstätter war Arbeiter der Raxwerke, einer großen Lokomotivtender- und Rüstungsgüterfabrik in Wiener Neustadt während des NS-Regimes. Er war verheiratet. An seinem Arbeitsplatz lernte er den Schlosser Josef Postl aus Oed kennen, der nach der Annexion Österreichs durch das NS-Regime eine Widerstandszelle aufbaute und Verbindung mit den Zentralstellen in Wien aufgenommen hatte. Er bekam Kopien der von den Nationalsozialisten verbotenen Roten Fahne und andere NS-kritische Schriften, die er mit Hilfe seiner Mitkämpfer Ludwig Haiden und Alfred Höchstätter verbreitete. Außerdem organisierte er Zusammenkünfte und hob Mitgliedsbeiträge ein. Postl unterstützte auch die Angehörigen seines inzwischen hingerichteten Wiener Verbindungsmannes. In den illegalen Schriften mit „hochverräterischem Inhalt“, so die spätere Anklageschrift, wurde zur Sabotage in der Rüstungsindustrie und zum langsamen Arbeiten aufgefordert. Höchstätter übernahm die Verteilung von Streuzetteln im Stadtgebiet von Wiener Neustadt. Aus Angst vor Entdeckung wurden allerdings zwei Pakete mit Flugblättern verbrannt.
Haiden, Höchstätter und Postl wurden verhaftet, an der Wiener Neustädter Außenstelle der Gestapo Wien erkennungsdienstlich behandelt, verhört und schwer misshandelt. Am 28. Oktober 1943 verhandelte der Volksgerichtshof in Regensburg gegen sieben Genossen der Widerstandsgruppe Postl. In der Urteilsausfertigung wurde unter anderem festgehalten: „Die Angeklagten haben es unternommen, der Kriegsmacht des Reiches einen Nachteil zuzufügen und werden daher sämtliche zum Tode verurteilt.“ Zum Zwecke der Hinrichtung wurden alle sieben in das Zuchthaus München-Stadelheim überstellt. Die Ehefrau Höchstätters war nach München gereist und drängte vehement darauf, ihren Mann noch vor der kurzfristig angesetzten Hinrichtung sehen zu dürfen. Dies gelang ihr. Am 25. Jänner 1944, unmittelbar nach dem Besuch seiner Frau, wurde Alfred Höchstätter gemeinsam mit Ludwig Haiden und Josef Postl hingerichtet.

## Gedenken
An Alfred Höchstätter erinnern ein Denkmal, eine Gasse und ein Stolperstein, alle in Wiener Neustadt:
- Im Jahr 1948 wurde auf dem Gelände der Rax-Werke ein Denkmal mit einem metallenen Kranz und der Inschrift „Niemals vergessen“ sowie einem KZ-Winkel mit einer Häftlingsnummer der Öffentlichkeit übergeben. Das Denkmal wurde mittels Geldspenden von Arbeitern und Angestellten der Rax-Werke finanziert, von ihnen ehrenamtlich für die getöteten Kollegen hergestellt und auf dem Industriegelände platziert. 1973 versetzte man es an den heutigen Standort in der Pottendorfer Straße an der Kreuzung zur Stadionstraße. Das Denkmal war jenen Arbeitern der Rax-Werke gewidmet, die zu Opfern des Nationalsozialismus wurden: Ludwig Haiden, Alfred Höchstätter, Julius Puschek, Franz Winkelmann und Josef Postl. Die Inschrift auf einer metallernen Tafel über dem Kranz lautet:

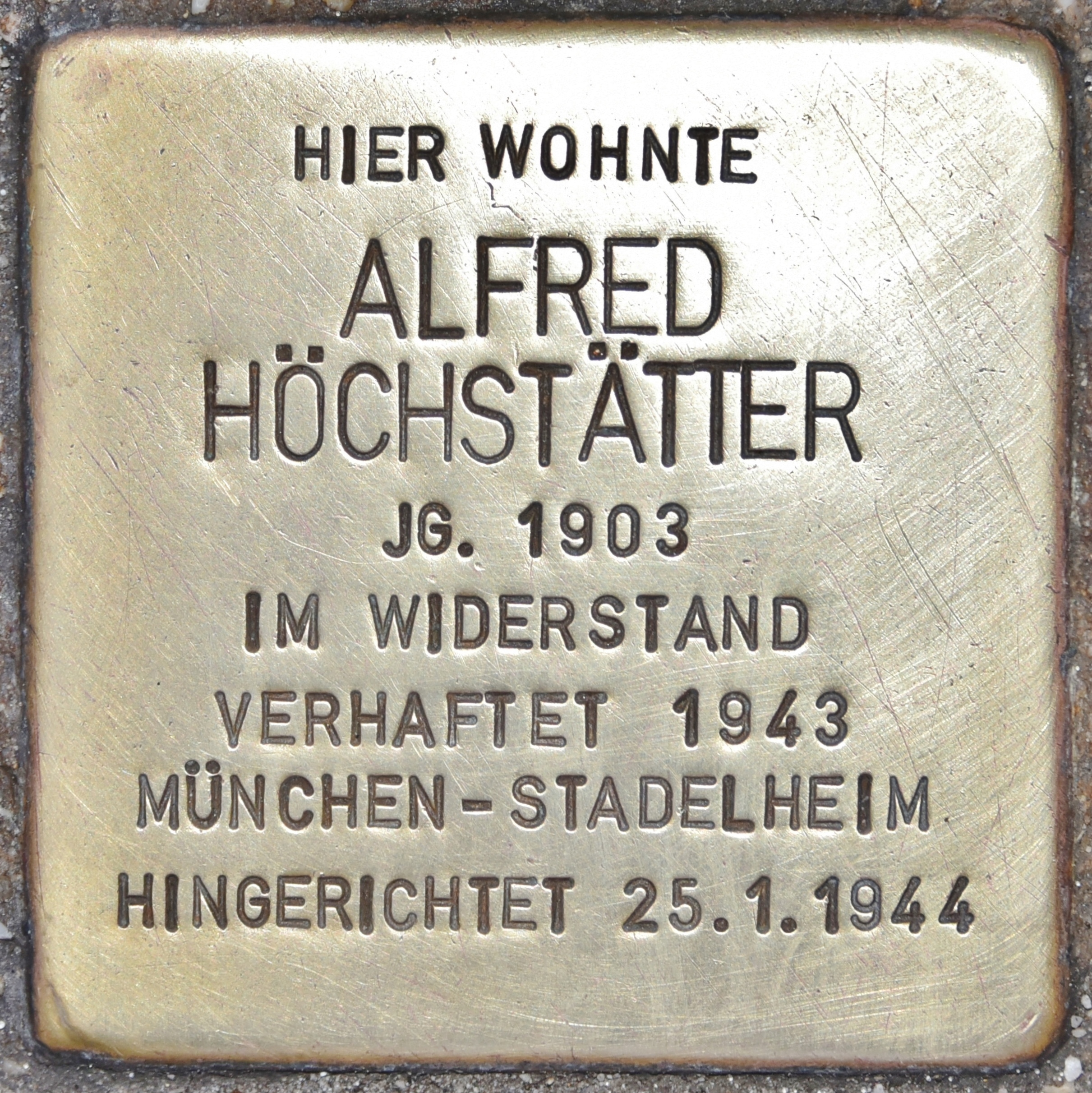
Stolperstein für Alfred Höchstätter

UNSEREN VOM DEUTSCHEN
FASCHISMUS GEMORDETEN
GENOSSEN, DIE FÜR EIN FREIES
ÖSTERREICH STARBEN

 HAIDEN LUDWIG      HOCHSTÖTTER ALFRED
PUSCHEK JULIUS      WINKELMANN FRANZ
 POSTL JOSEF

IM GEDENKEN
DIE GEWERKSCHAFT
DES RAXWERKES

- Im Jahr 1970 wurde eine Nebengasse der Fischauer Gasse in Alfred-Höchstätter-Gasse umbenannt.
- Im Jahr 2010 verlegte der deutsche Künstler Gunter Demnig vor dem Haus Wiener Straße 51 einen Stolperstein zum Gedenken an den Widerstandskämpfer.